# Jacques Samuel Dinocheau
Jacques Samuel Dinocheau (ou Dinochau) est un homme politique français né le 27 juillet 1752 à Blois (Loir-et-Cher) et décédé le 12 février 1815 à Orléans (Loiret).
Il est le fils de Samuel Dinochau, marchand, et de Marguerite Aubois.
Son père le destine "à l'état ecclésiastique". Il préfère devenir avocat à Blois. Il commence par exercer au conseil supérieur de Blois à l'époque de la réforme Maupeou. Il devient aussi bailli de Pontlevoy, grâce à la protection de Thémines, évêque de Blois, et puis bailli de La Tombe. 
Il est élu député du tiers-état du bailliage de Blois aux états généraux de 1789. Il siège à gauche et se montre proche de Camille Desmoulins. Il est secrétaire de l'Assemblée le 16 août 1790. 
Il devient président du tribunal criminel de Loir-et-Cher en 1791.